# Rugby-Union-Südamerikameisterschaft 1967
Die Rugby-Union-Südamerikameisterschaft 1967 (spanisch Sudamericano de Rugby 1967) war die fünfte Ausgabe der südamerikanischen Kontinentalmeisterschaft in der Sportart Rugby Union. Sie fand 1967 in Buenos Aires statt und wurde von der Unión Argentina de Rugby organisiert. Teilnehmer waren die Nationalmannschaften von Argentinien, Chile und Uruguay. Austragungsort war das Stadion La Catedral des Vereins CA San Isidro. Den Titel gewann zum fünften Mal Argentinien.

## Tabelle
Für einen Sieg gab es zwei Punkte, für ein Unentschieden einen Punkt, bei einer Niederlage null Punkte.
|    | Land        | Spiele | Siege | Unent. | Ndlg. | Spiel- punkte | Diff. | Tabellen- punkte |
| -- | ----------- | ------ | ----- | ------ | ----- | ------------- | ----- | ---------------- |
| 1. | Argentinien | 2      | 2     | 0      | 0     | 56:6          | + 50  | 4                |
| 2. | Chile       | 2      | 1     | 0      | 1     | 16:29         | − 13  | 2                |
| 3. | Uruguay     | 2      | 0     | 0      | 2     | 17:54         | − 37  | 0                |

## Ergebnisse
Punktesystem: 3 Punkte für einen Versuch, 2 Punkte für eine Erhöhung, 3 Punkte für einen Straftritt, 4 Punkte für ein Dropgoal, 3 Punkte für ein Goal from mark
| 24. September 1967 | Chile                                                               | 16 : 11       | Uruguay                                                              | La Catedral, Buenos Aires Schiedsrichter: C. J. Colombo (Argentinien) |
| 24. September 1967 | Versuche: Cooper (2) Erhöhungen: Cooper (2) Straftritte: Cooper (2) | (8:6) Bericht | Versuche: Cassarino Erhöhungen: Cassarino Straftritte: Cassarino (2) | La Catedral, Buenos Aires Schiedsrichter: C. J. Colombo (Argentinien) |

| 27. September 1967 | Argentinien | 38 : 6         | Uruguay                                | La Catedral, Buenos Aires Schiedsrichter: Alberto Jory (Chile) |
| 27. September 1967 | Versuche: España (2) Méndez Pascual (2) Poggi Scharenberg Travaglini Walther Erhöhungen: Méndez (3) Poggi Straftritte: Poggi | (13:3) Bericht | Versuche: Magri Straftritte: Cassarino | La Catedral, Buenos Aires Schiedsrichter: Alberto Jory (Chile) |

| 30. September 1967 | Argentinien                                                  | 18 : 0         | Chile | La Catedral, Buenos Aires Schiedsrichter: Oscar Peterson |
| 30. September 1967 | Versuche: Chesta España Silva Verardo Erhöhungen: Méndez (3) | (13:0) Bericht |       | La Catedral, Buenos Aires Schiedsrichter: Oscar Peterson |